# Augy (Yonne)
Augy település Franciaországban, Yonne megyében. Lakosainak száma 963 fő (2022. január 1.). Augy Auxerre, Champs-sur-Yonne, Quenne és Saint-Bris-le-Vineux községekkel határos.

## Népesség
A település népességének változása:
| Lakosok száma | 1043 | 1070 | 1175 | 1059 | 1034 | 1008 | 983  | 971  | 963  |
|               | 2013 | 2015 | 2016 | 2017 | 2018 | 2019 | 2020 | 2021 | 2022 |